# NGC 5408A
NGC 5408A је део галаксије (на пример сјајан HII регион) у сазвежђу Кентаур која се налази на NGC листи објеката дубоког неба.
Деклинација објекта је - 41° 23' 13" а ректасцензија 14h 3m 18,2s. Привидна величина (магнитуда) објекта NGC 5408 износи 11,6. NGC 5408A је још познат и под ознакама Henize 95, HII not PN in N5408.